# IV Festival de Antofagasta
La IV versión del Festival de Antofagasta llamado Festival Antofagasta Junto al Mar 2012 se realizó los días 11, 12 y 13 de febrero de 2012 en el Sitio Cero y Sitio Uno del Puerto de la ciudad de Antofagasta en Chile. El evento fue desarrollado por la Municipalidad de Antofagasta a través de la Corporación Cultural y con la producción de la empresa STR S.A. Además, fue transmitido íntegramente por las tres señales de televisión locales de manera conjunta: Antofagasta TV, Digital Channel y VLP Televisión. Este certamen fue conducido por el animador de Canal 13 Sergio Lagos quién animó el Festival de Viña del Mar desde el 2006 al 2008 y por la cantante Nicole esposa del mencionado animador

## Desarrollo

### Sábado 11 de febrero
- Wentru
- KC and the Sunshine Band
- Dinamita Show (humorista)
- Villa Cariño

### Domingo 12 de febrero
- Kaukari
- Mauricio Flores como Tony Esbelt (humorista)
- Francisca Valenzuela
- Skandyband

### Lunes 13 de febrero
- Punahue
- Vicentico
- La Noche y Leo Rey

## Controversias
Durante la segunda noche del festival se presentaría el cantante y músico argentino Fito Páez. Sin embargo problemas en el avión personal que lo trasladaría desde Buenos Aires hasta Antofagasta impidieron su vuelo provocando su cancelación en el certamen musical. Durante esa noche el animador Sergio Lagos informó al público lo sucedido pidiendo las respectivas disculpas y continuando con el show con los artistas del día.